# Анхель Трухільйо
Анхель Трухільйо (ісп. Ángel Trujillo, нар. 8 вересня 1987, Мадрид) — іспанський футболіст, що грав на позиції захисника, зокрема за «Альмерію».

## Ігрова кар'єра
У дорослому футболі дебютував 2006 року виступами за команду «Гвадалахара», в якій провів один сезон. 2007 року перейшов до «Асукеки», а згодом приєднався до «Альмерії». Протягом наступних чотирьох сезонів грав за другу команду клубу в Сегунді Б. По ходу сезону 2011/12 був переведений до головної команди «Альмерії», дебютувавши у її складі на рівні другого іспанського дивізіону.
В сезоні 2012/13 допоміг команді здобути підвищення в класі і протягом наступних двох років захищав її кольори на рівні елітної Ла-Ліги. 2015 року команда втратила місце у найвищому дивізіоні, проте Трухільйо продовжив виступи в еліті, перейшовши до «Леванте». У новій команді не зумів стати гравцем основного складу, а сама команда за результатами сезону 2015/16 також вибула до Сегунди.
2016 року повернувся до «Альмерії», у складі якої провів заключні три сезони своєї ігрової кар'єри на рівні другого дивізіону.